# Volby do parlamentu Československé republiky na Podkarpatské Rusi 1924

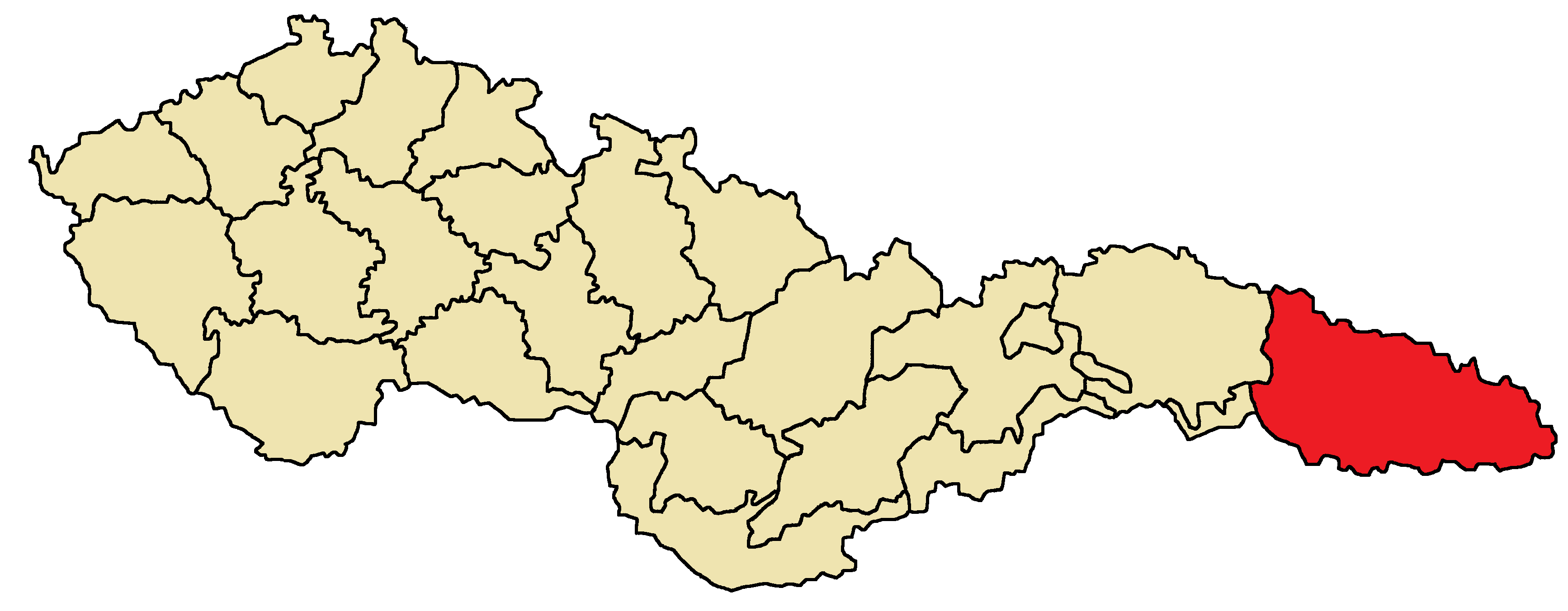
Volební kraj XXII na mapě První republiky

Volby do parlamentu Československé republiky na Podkarpatské Rusi 1924 byly doplňovací volby do Národního shromáždění konané pouze na území Podkarpatské Rusi.

## Předcházející události
Po přičlenění Podkarpatské Rusi k nově vzniklému Československu byla celá oblast dána do vojenské správy pod velení francouzského generála E. Ch. Hennocquea. Ten vyhlásil 1. října 1919 nad územím vojenskou diktaturu, což ve výsledku znamenalo, že civilní orgány byly podřízeny těm vojenským. Armáda začala podnikat akce proti maďarským separatistům, komunistům, kteří se pokoušeli vyvolat sociální nepokoje, a v neposlední řadě proti lupičům a banditům, kteří ve velkém operovali v místních horách. Z této doby pochází například příběhy o Nikolovi Šuhajovi. Nekonaly se tak komunální volby v roce 1919 ani parlamentní volby v roce 1920.

## Organizace voleb
Vojenská diktatura byla zrušena v lednu 1922 a prvním krokem k normalizaci situace bylo uspořádání komunálních voleb v roce 1923. Volby se uskutečnily 16. září 1923 a ve většině obcích zvítězila Karpatoruská zemědělská republikánská strana, která byla odnoží celorepublikové agrární strany. Novým guvernérem se stal Anton Beskid. O provedení parlamentních voleb bylo rozhodnuto 7. ledna 1924 a termín byl vypsán na 16. březen 1924. Československá vláda reportovala úmysl uspořádat volby Společnosti národů 23. února 1924 a 16. června 1924 podala report o jejich výsledcích.
Ve volbách se rozdělovalo 9 mandátů do národního shromáždění a 4 do senátu. Podkarpatská Rus tvořila jediný volební kraj s číslem XXII pro národní shromáždění a s číslem XIII pro senát. Celkem se přihlásilo 13 politických stran. Komunistická strana, která v předešlých komunálních volbách získala pouze necelých 10 % hlasů, uspořádala ze všech stran největší kampaň, a to i přes zatýkání jejich agitátorů a zákazy jejich volebních shromáždění. Aktivně si počínala i místní maďarská menšina.

## Výsledky
S velkým náskokem nakonec vyhráli volby komunisté s téměř 40 % hlasů. Jako druhá se umístila strana reprezentující zájmy místních Maďarů s 11 %. Třetí strana hájící rusínskou svébytnost a autonomii měla 8 %. Guvernér Anton Beskid považoval výsledky za odraz chaotických poměrů v této oblasti.
| Politická strana | Politická strana                                                 | Hlasy   | %    | Mandáty |
| ---------------- | ---------------------------------------------------------------- | ------- | ---- | ------- |
|                  | Komunistická strana Československa (KSČ)                         | 100 242 | 39,4 | 5       |
|                  | Maďarská národní strana (MNS)                                    | 28 113  | 11,1 | 1       |
|                  | Autonomní zemědělský sojuz (AZS)                                 | 21 161  | 8,3  | 1       |
|                  | Sociálně demokratická strana dělnická na Podkarpatské Rusi (SD)  | 20 998  | 8.3  | 1       |
|                  | Karpatoruská strana pracujícího lidu, malorolníků a bezzemků/ČSS | 20 068  | 7,9  | 1       |
|                  | Židovská lidová strana                                           | 17 941  | 7,1  |         |
|                  | Republikánská strana zemědělského a malorolnického lidu          | 15 058  | 5,9  |         |
|                  | Křesťansko-lidová strana                                         | 11 107  | 4,4  |         |
|                  | Židovská demokratická strana                                     | 9 914   | 3,9  |         |
|                  | nezávislá maďarská Sociálně demokratická strana                  | 2 828   | 1,1  |         |
|                  | Ruští národní demokraté/ČsND                                     | 2 780   | 1,1  |         |
|                  | Maďarská občanská strana                                         | 2 748   | 1,1  |         |
|                  | Strana drobných rolníků                                          | 1 242   | 0,5  |         |
| Total            | Total                                                            | 254 200 | 100  | 9       |

Zvolenými poslanci byli József Gáti (KSČ), Ivan Mondok (KSČ), Emanuel Šafranko (KSČ), Nikolaj Szedorják (KSČ), Andrij Hahatko (KSČ) Endre Korláth (MNS), Ivan Kurťak (AZS), Jaromír Nečas (SD) a Vasil Ščerecký (agrárníci), poslaneckého mandátu se ale vzdal a místo něj zasedl v parlamentu Josef Kaminský. Do senátu zasedli za Podkarpatskou Rus Ivan Bodnár (KSČ), Endre Csehy (KSČ), Ferenc Egry (MNS) a Béla Riskó (AZS).
Mandáty z těchto voleb měly ale platnost jen jeden rok, protože již v parlamentních volbách roku 1925 se na Podkarpatské Rusi volilo znovu, nyní již souběžně se zbytkem republiky.